# سئیتوفکا
سئیتوفکا (به لاتین: Seitovka) یک منطقهٔ مسکونی در روسیه است که در استان آستراخان واقع شده‌است.